# Zweitjänner
Der Zweitjänner, auch Zweitjenner, Neujahren oder Wurscht-Bättle, ist ein jahrhundertealter Berchtoldsbrauch in der Gemeinde Sigriswil (Berner Oberland, Schweiz).

## Brauchtum

### Ursprung
Das Zweitjännerbrauchtum in Sigriswil wird von Neujahrsgesellschaften getragen und ausgeübt. Ein Mitglied einer Neujahrsgesellschaft wird als Neujahrer bezeichnet. Ursprünglich diente dieser heidnische Brauch dazu, die bösen Geister zum Jahresanfang zu vertreiben, wie es in der gesamten Alpenregion vergleichbare Bräuche gibt. Später waren es wohl vorwiegend Bauernknechte, welche in der strengen Winterzeit Geld und Würste sammelten, um ein Fest zu feiern. Daher nannte man die Neujahrer früher auch Wurschtbättler. In einigen Dörfern werden anlässlich des Brauchtums noch heute Würste gesammelt.
Aufgrund seines heidnischen Ursprungs stiess dieser Brauch früher bei Kirchen und vielen Bürgern auf wenig Zustimmung, was dazu führte, dass er in den Geschichtsbüchern oft ignoriert wurde und daher kaum dokumentiert ist. Den Überlieferungen zufolge hat sich der Brauch im Laufe der Jahre jedoch kaum verändert.

### Dorfeigenheiten
Obwohl die Ausübung dieses Brauchtums von Dorf zu Dorf leicht variieren kann, hat es im Wesentlichen denselben Ursprung. Die Gemeinde Sigriswil umfasst insgesamt elf Dörfer. In Aeschlen, Endorf, Merligen, Schwanden, Sigriswil, Tschingel und Wiler sind bis heute aktive Neujahrsgesellschaften erhalten geblieben.

### Schwarznen
In der Altjahrswoche, also in der letzten Woche des Jahres, sind die Männer jeweils abends bei den ledigen Frauen des Dorfes zum Schwarznen eingeladen. Dabei verbringt man oft bis in die Morgenstunden gemeinsame Zeit, während man diskutiert und das eine oder andere Kaffee mit Schnaps geniesst. Häufig werden Lieder gesungen. Eine Frau, welche die Neujahrer zum Schwarznen bei sich zuhause empfängt und bewirtet, nennt man Schwarzner-Dame.

## Ablauf

### Hauptversammlung / Gründung
In der Gemeinde Sigriswil schliessen sich die jungen, unverheirateten Männer zu Beginn des Dezembers dorfweise zu Neujahrsgesellschaften zusammen. Neue Mitglieder müssen zuerst von den bestehenden Mitgliedern per Abstimmung in die Gesellschaft aufgenommen werden. Dies geschieht an der Hauptversammlung oder an der Gründung, welche je nach Dorf entweder am ersten Samstag oder Sonntag im Dezember abgehalten wird. Bei dieser Versammlung werden ebenfalls die Mitglieder des Vorstandes gewählt und diverse Aufgaben verteilt. Dies markiert der Start der Neujahrssaison. Die Neujahrsgesellschaften Aeschlen, Endorf, Schwanden, Sigriswil, Tschingel und Wiler halten je eine Hauptversammlung ab, während die Neujahrsgesellschaft Merligen eine Gründung abhält und das Beschlossene handschriftlich in einem Heft, dem Büechli, festhält.

### Silvester
An Silvester ziehen die Männer vor und nach Mitternacht mit Treicheln durch ihr jeweiliges Dorf, um das alte Jahr aus- und das neue Jahr einzuläuten. Diesen Teil der Tradition nennt man entweder Glocknen, Treicheln oder auch Lüte (dt. läuten). Traditionell werden dabei Sennen- oder Edelweisshemden getragen. Anlässlich des Glocknens besuchen die Neujahrsgesellschaften die Restaurants und Gaststätten, welche sich auf ihrer Route befinden und drehen ein paar Runden durch deren Gaststuben. Am Strassenrand versammeln sich jeweils zahlreiche Zuschauer, die den vorbeiziehenden Treichel-Formationen eine kleine Erfrischung in Form eines alkoholischen Getränks reichen. Eine inoffizielle Regel besagt, dass die Treichel während des Genusses nicht abgestellt werden sollte, um das Treicheln nicht zu unterbrechen.

#### Glocknen ausserhalb des Brauchtums
Wenn ein Mitglied der Neujahrsgesellschaft den Bund der Ehe eingeht und dadurch automatisch aus der Neujahrsgesellschaft ausscheidet, oder wenn eine junge Frau aus dem Dorf heiratet, besucht die Neujahrsgesellschaft gegen Mitternacht die Hochzeitsfeier und glocknen durch die Hochzeitsgesellschaft hindurch. Dies, in dem Glauben, dem frisch getrauten Ehepaar somit Glück zu bringen.
Die Neujahrsgesellschaft Merligen glocknet zusätzlich traditionellerweise anlässlich des Bundesfeiertag in ihrem Dorf durch die offizielle Feier.

### 1. Januar
Am Abend des 1. Januars findet in der Mehrzweckhalle Schwanden ein großes Fest statt. Zur Unterhaltung wird jeweils eine Musikgruppe engagiert. Die Neujahrsgesellschaft kümmert sich um das leibliche Wohl und bietet warme Speisen sowie ausreichend Getränke an. Im Verlauf der Nacht nehmen sich einige Neujahrer kurz Zeit, um eine Weile zu schlafen.
In Merligen findet ebenfalls ein Fest statt, wobei neben anderen Musikformationen auch die Neujahrsmusik, bestehend aus aktiven und ehemaligen Neujahrern, ein Ständchen spielt.

### 2. Januar –Zweitjänner
Am 2. Januar gehen die Neujahrsgesellschaften kostümiert von Haus zu Haus, begleitet von Lärm und Böllerschüssen. In den Häusern erhalten sie Speis und Trank, singen oder spielen Musik und sammeln Würste und Geld. Darüber hinaus wird in manchen Dörfern eine Zeitung mit einem dialektischen Jahresrückblick verkauft, das sogenannte Blettli. Gelangt die Neujahrsgesellschaft an Informationen über Personen, die im Laufe des Jahres einen Fehltritt begangen haben oder peinliche Erlebnisse hatten, wird die betreffende Person in das Blettli aufgenommen – anonymisiert und in lustigen Texten und Reimen verpackt, aber für die Einheimischen klar erkenntlich. Die Merliger Neujahrsgesellschaft schreibt kein Blettli, sondern hält diese Ereignisse in karikaturistischer Form auf einer bemalten Pauke aus Holz fest.
Nach dem anstrengenden Tag kommen die Neujahrsgesellschaften von Aeschlen, Tschingel und Schwanden in der Mehrzweckhalle Schwanden zusammen. In ähnlich festlichem Rahmen wie am ersten Januar wird erneut ein Fest veranstaltet. Als zusätzliches Highlight gibt es einen Kostümwettbewerb zur Unterhaltung.

### Ausrechnung
Am Samstag, der auf den zweiten Januar folgt, findet der Jännersamschtig, oder die Ausrechnung, statt. Ursprünglich gedacht, um die Ausgaben oder Einnahmen zwischen den Neujahrsgesellschaften aufzuteilen, ist es heute mehr ein Dank an die «Schwarzner-Damen». Ihnen wird für das «Schwarznen» und ihre Unterstützung gedankt. Die meisten helfen auch am 1. und 2. Januar bei den Festen der Neujahrsgesellschaft aus. Deshalb laden die Burschen die ledigen Mädchen zum Abendessen in die Mehrzweckhalle Schwanden ein.